# دونالدسون، شهرستان وبستر، ویرجینیای غربی
دونالدسون (به انگلیسی: Donaldson) یک منطقهٔ مسکونی در ایالات متحده آمریکا است که در شهرستان وبستر، ویرجینیای غربی واقع شده‌است. دونالدسون ۶۶۸٫۱۳ متر بالاتر از سطح دریا واقع شده‌است.